# ˠ
Cette page contient des caractères spéciaux ou non latins. S’ils s’affichent mal (▯, ?, etc.), consultez la page d’aide Unicode.
ˠ, appelée gamma en exposant, gamma supérieur ou lettre modificative latine gamma, est un symbole de l’alphabet phonétique international. Il est formé de la lettre latine gamma mise en exposant et n’est pas à confondre avec la lettre modificative grecque gamma ‹ ᵞ ›.

## Utilisation
Dans l’alphabet phonétique international, ‹ ˠ › est utilisé après le symbole d’une consonne pour indiquer l’articulation secondaire vélarisée.

## Représentations informatiques
La lettre modificative latine gamma peut être représenté avec les caractères Unicode suivants (Alphabet phonétique international) :
| formes       | représentations | chaînes de caractères | points de code | descriptions                        | note                            |
| ------------ | --------------- | --------------------- | -------------- | ----------------------------------- | ------------------------------- |
| modificative | ˠ               | ˠ                     | U+02E0         | lettre modificative minuscule gamma | codé pour le symbole phonétique |

## Sources
- (en) International Phonetics Association, Handbook of the International Phonetics Association : a guide to the use of the International Phonetic Alphabet, Cambridge, Cambridge University Press, 1999, 204 p. (ISBN 0-521-63751-1 et 0-521-65236-7, lire en ligne)